# Mellan två världar (roman)
Mellan två världar, engelska originalets titel: Between Planets (1951), är en science fiction-roman av Robert A. Heinlein. I Sverige utgavs den 1979 på Kindbergs förlag, i översättning av Björn Gabrielsson.
Mellan två världar handlar om kriget mellan den totalitära planeten Jorden och dess båda frihetssträvande kolonier Mars och Venus. Huvudpersonen Don Harvey, som är född i rymden mellan Venus och Ganymedes, går på en internatskola (ranchskola) på jorden. Föräldrarna kallar hem honom eftersom ett krig med Venus är nära förestående, och när kolonin går in i kriget får Dan problem med sitt osäkra medborgarskap.